# Musca amita
Musca amita är en tvåvingeart som beskrevs av Willi Hennig 1964. Musca amita ingår i släktet Musca och familjen husflugor. Inga underarter finns listade i Catalogue of Life.